# Magical Girl Boy
Magical Girl Boy (魔法少女俺?, Mahō shōjo ore, lett. "Ragazza magica me") è un manga scritto e illustrato da Icchokusen Mōkon. Inizialmente serializzato sulla rivista Comic Be di Fusion Product's nel 2012, è stato poi raccolto in due tankōbon. Nel 2014 la rivista ha annunciato uno spin-off della serie. Un adattamento anime, dal titolo Magical Girl Ore, composto da 12 episodi a opera di Pierrot è stato trasmesso dal 2 aprile al 18 giugno 2018. L'anime è stato reso disponibile per lo streaming in lingua originale con diversi sottotitoli, tra cui l'italiano, sulla piattaforma Crunchyroll.

## Trama
Saki Uno è una ragazza di 15 anni, facente parte di un gruppo idol, le "Magical Twin", con la sua migliore amica Sakuyo. Un giorno Saki incontra uno yakuza, il quale in realtà non è nient'altro che una fata di nome Kokoro, che rivelerà alla ragazza che sua madre è una maghetta, la quale non riesce più a svolgere il suo lavoro di combattente a causa di alcuni problemi con la schiena. Kokoro, infatti, chiede a Saki (sostenuto anche dalla madre di quest'ultima) di prendere il posto del genitore in qualità di maghetta. Saki accetterà solo per salvare la vita del fratello di Sakuyo, Mohiro, del quale è innamorata sin da bambina. Purtroppo la trasformazione non è esattamente quello che si aspettava: un uomo muscoloso con indosso un grazioso vestito femminile.
Più avanti altre ragazze combatteranno al fianco di Saki: Sakuyo, che dopo aver dichiarato di essere innamorata di Saki si trasformerà anch'essa in una maghetta per proteggerla e, occasionalmente, le due verranno aiutate da Michiru Ogawa e Ruka Kiryu, altre due maghette, membre del famoso duo idol PRISMA.

## Personaggi
Saki Uno (卯野 さき?, Uno Saki) / Mahō shōjo Ore (魔法少女オレ?)
Doppiata da: Ayaka Ōhashi (forma civile) e da Kaito Ishikawa (dopo la trasformazione)
La protagonista della storia, è una ragazza di 15 anni dall'indole allegra e al dir poco goffa. Insieme alla sua migliore amica, Sakuyo, è un membro del duo idol "Magical Twin", dalla scarsa popolarità. Nonostante sia un'idol è molto stonata. Si trasforma in Mahō Shōjo Ore per proteggere Mohiro, il fratello maggiore di Sakuyo, del quale è innamorata, da un gruppo di demoni. Il suo colore è il rosa e combatte con uno scettro "magico".
Sakuyo Mikage (御翔 桜世?, Mikage Sakuyo) / Mahō shōjo Sakigasuki (魔法少女サキガスキ?)
Doppiata da: Sachika Misawa (forma civile) e da Wataru Hatano (dopo la trasformazione)
Migliore amica di Saki e membro del gruppo idol "Magical Twin", ma a differenza dell'amica canta molto bene. È innamorata di Saki fin da bambina e perciò è in competizione con Mohiro per le sue attenzioni. Si trasforma in una maghetta per proteggere Saki durante la sua lotta contro i demoni. Il suo nome dopo la trasformazione viene da "Io amo Saki" (さきが好き?, Saki ga suki). Il suo colore è il blu e combatte senza armi.
Michiru Ogawa (王川 未散?, Ōgawa Michiru) / Mahō shōjo Eternal Dangerous Pretty (魔法少女エターナルデンジャラスプリティ?, Mahō shōjo Etānaru Denjarasu Puriti)
Doppiata da: Yukari Tamura (forma civile) e da Kishō Taniyama (dopo la trasformazione)
È un'idol facente parte del famoso duo PRISMA, ora sempre meno popolare a causa dell'arrivo della "Maghette Idol", cioè Ore e Sakigasuki. Nonostante non voglia ammetterlo, ha una cotta per Ore fin dal principio, ignorando che possa in realtà essere una ragazza come lei. La sua ingenuità e il suo essere tsundere aumentano l'attrazione della sua amica Ruka nei suoi confronti, cosa di cui non si rende conto. Il suo colore è il giallo e combatte senza armi.
Ruka Kiryu (桐生 瑠可?, Kiryū Ruka) / Mahō shōjo Everything Crazy Beauty (魔法少女エブリシングクレイジービューティー?, Mahō shōjo Eburishingu Kureijī Byūtī)
Doppiata da: Yumi Uchiyama (forma civile) e da Tatsuhisa Suzuki (dopo la trasformazione)
La migliore amica di Michiru, nonché membro del duo idol PRISMA. È morbosamente innamorata di Michiru e perciò è in grado di trasformarsi subito in maghetta, al contrario dell'amica, che non vuole ammettere i suoi sentimenti per Ore. Il suo colore è il violetto e combatte senza armi.